# Jan Jęczmyk
Jan Jęczmyk (ur. 22 czerwca 1883 w Bojszowach, zm. 30 marca 1942 w KL Auschwitz) – działacz społeczny, powstaniec śląski.

## Życiorys

### Młodość
Urodzony w Bojszowach, w rodzinie chłopskiej o tradycjach patriotycznych – dziadek Jana ze strony matki, Marcin Mrzyk brał udział w powstaniu styczniowym 1863 roku. Z powodów materialnych nie ukończył podstawowej szkoły powszechnej i w wieku 16 lat podjął pracę w kopalni „Giesche” (dzisiejsza Kopalnia Węgla Kamiennego Wieczorek). Swą pracę społeczną zaczął od zakładania bibliotek Towarzystwa Czytelni Ludowych w Bojszowach i okolicznych wsiach, przy których otwierał też szkółki wiejskie uczące dzieci języka polskiego i historii. W 1913 roku założył Towarzystwo Śpiewu „Jutrzenka”.

### I wojna światowa
Po wybuchu I wojny światowej w 1914 roku, został zmobilizowany do wojska pruskiego. Podczas wojny zginęli jego dwaj bracia, on sam ciężko ranny wrócił z wojny jako inwalida. W styczniu 1919 roku, założył komórkę Polskiej Organizacji Wojskowej.
Z ramienia POW Jan Jęczmyk został komendantem kompanii POW w Bojszowach.

### Powstania śląskie
W czerwcu 1919 Jęczmyk dowodził brawurową akcją skierowaną przeciwko oddziałowi Grenzschutzu stacjonującemu we dworze w Bojszowach, podczas której jego 63-osobowa kompania zdobyła broń i amunicję. W nocy z 16 na 17 sierpnia 1919 roku bojszowscy powstańcy podjęli atak i do rana opanowali Bojszowy oraz okoliczne wsie. Jednak 19 sierpnia o świcie wieś zdobyły oddziały niemieckiej kawalerii kwaterującej w Pszczynie. Wraz z grupą powstańców Jęczmyk wycofał się do Oświęcimia, na teren Polski. Po amnestii powrócił do rodzinnej wsi i rozpoczął aktywną działalność plebiscytową. W odbytym plebiscycie, 20 marca 1921, większość bojszowiaków (277 na 308 oddanych głosów) oddała głos za Polską.
W III powstaniu śląskim wyznaczony został na dowódcę służby wartowniczej ochraniającej szpital powstańczy w Bieruniu Starym, jednak pod Górą Św. Anny walczyła zorganizowana przez niego bojszowska kompania.

### Okres międzywojenny
Po powrocie Śląska do Polski w 1922 roku, Jan Jęczmyk nie zaniedbał aktywności społecznej. Źle się jednak czuł w atmosferze dystansu władzy do powstańców, jawnej wrogości tej władzy do Wojciecha Korfantego. W okresie rządów sanacyjnych, jako zwolennik obozu „korfanciorzy” był szykanowany – został kilkakrotnie zmuszony do zmiany miejsca pracy, co w zamyśle decydentów miało doprowadzić Jęczmyka do rezygnacji ze stanowiska urzędnika skarbowego. Jednak z uporem walczył o zachowanie posady stanowiącej źródło utrzymania wielodzietnej rodziny (ośmiu synów). W okresie tuż przed wybuchem wojny rośnie aktywność Volksbundu, co dotknęło i jego rodzinę.

### II wojna światowa
Po wybuchu II wojny Jęczmyk wyjechał aż pod Lwów. Jego nazwisko znalazło się na niemieckiej liście osób przeznaczonych do likwidacji (Einsatzliste). Mimo to wrócił, wkrótce został aresztowany i osadzony w twierdzy w Toruniu.
Ze względu na zły stan zdrowia został warunkowo zwolniony i zmuszony do codziennego meldowania się na policji w Bieruniu Starym. Jego liczna rodzina była prześladowana. Podczas jednej z nocnych napaści bojówkarzy jego żona Katarzyna, w obronie synów, została dotkliwie pobita, wskutek czego po tygodniu zmarła.
24 grudnia 1940 został znów aresztowany i uwięziony w Pszczynie. 26 lutego 1941 r. został przewieziony do niemieckiego obozu koncentracyjnego Auschwitz-Birkenau i oznaczony numerem 25548 (P). Zginął zastrzelony 30 marca 1942.

## Literatura
- Grzegorzek J., Pierwsze Powstanie Śląskie 1919 r. w zarysie, Katowice 1935.
- Lysko A., Słownik Biograficzny Ziemi Pszczyńskiej, Pszczyna, 1995.
- Encyklopedia Powstań Śląskich, Opole 1982.